# Лисець (Софійська область)
Ли́сець (болг. Лисец) — село в Софійській області Болгарії. Входить до складу общини Самоков.

## Населення
За даними перепису населення 2011 року у селі проживали 0 осіб.
Динаміка населення: